# Colorado State Highway 16
Der Colorado State Highway 16 (kurz CO 16) ist ein in Nord-Süd-Richtung verlaufender State Highway im US-Bundesstaat Colorado.
Der State Highway verbindet die Interstate 25 und den U.S. Highway 85 in der Nähe von Fountain. Dabei führt die im Jahr 1971 gebaute Straße durch gemeindefreies Gebiet.